# 田口運蔵
田口運蔵（たぐち うんぞう、1892年（明治25年）5月1日 - 1933年（昭和8年）10月26日）は、日本の社会主義運動家。コミンテルン初期の日本人代表として知られる。

## 生涯
新潟県北蒲原郡紫雲寺村（現在の新発田市）で金井政太郎の長男として生まれ、政太郎の田口家入籍により田口姓となる。旧制二高を中退後、国外を放浪して、ニューヨークで片山潜の助手となる。1918年8月、片山らと在米日本人社会主義者団の結成に加わり、翌1919年結成されたアメリカ共産党にも参加して「共産党日本人部」とされた。1921年6月 - 7月のコミンテルン第3回大会には吉原太郎とともに評議権を有する日本人代表として派遣され、コミンテルン幹部会員に選出。レーニンと会見した。同年7月には赤色労働組合インターナショナル（プロフィンテルン）創立大会にも出席。翌1922年1月 - 2月の極東諸民族大会代表となり、再びレーニンと会見するが、肺結核による喀血のため大会は欠席。療養の後、コミンテルンの密命を帯びて同年11月に日本へ帰国した。帰国前の同年7月に結党された第一次日本共産党にも参加したが、主流派からは疎外された。翌1923年1月、日ソ国交樹立を目指す東京市長・日露協会会頭の後藤新平の使者として、上海にいたソ連極東駐在全権代表ヨッフェと接触し、ヨッフェの通訳という名目で日本に帰国。引き続いてヨッフェの秘書的存在として日ソ交渉に一定の役割を果たし、第一次共産党事件での検挙は免れる。その後しばらく日本で活動したが、1924年6月に入ソし、モスクワの片山に共産党の解党を報告した。日本帰国後の翌月、大喀血して社会主義運動の第一線から引退、文筆生活に入り、在米社会主義者団以来の前田河広一郎との親交により『文芸戦線』同人となったが病死した。